# 萱野稔人
萱野 稔人（かやの としひと、1970年9月22日 - ）は、日本の哲学者。津田塾大学総合政策学部長・教授。専攻は政治哲学、社会理論。
西洋哲学・社会理論のほか、現代の諸問題にも提言する。テレビ・ラジオでも積極的に発言している。
著作に『国家とはなにか』(2005年)、『ナショナリズムは悪なのか』『暴力と富と資本主義』(2016年)など。

## 来歴
愛知県岡崎市丸山町に生まれる。父親はトラック運転手をしていた。岡崎市立美川中学校、愛知県立岡崎北高等学校卒業。1994年、早稲田大学文学部卒業。1995年、フランスへ留学。1998年にパリ第10大学でDEA（英語ではMAS。「普通教育課程」）（哲学）の学位を取得し、2003年に同大学大学院院哲学科博士課程を修了した。哲学者エティエンヌ・バリバールに師事した。
2004年、東京大学大学院総合文化研究科21世紀COE共生のための国際哲学交流センター研究員となる。2007年、津田塾大学学芸学部国際関係学科准教授に就任。2013年、教授に就任。同年、女性ファッション誌AneCanに浴衣姿でモデルとして登場。
2017年、津田塾大学総合政策学部学部長、同教授に就任。

## 思想・活動
- 思想誌『VOL』の創立メンバーであり、誌名の命名者。編集委員を務める。
- NHKの番組『新世代が解く!ニッポンのジレンマ』初回放送（2012年元旦）において、視聴者投票1位を獲得。
- 国家を表象や言説に還元する思想を否定し、実体的な運動として捉え直さなければならないと主張。「表象分析批判」「実体回帰論」という2000年代思想のトレンドを形成した。宮崎哲弥からは、萱野の仕事は論壇思想の状況を一転させたと評価されている[4]。
- 朝日新聞「ニッポン前へ委員会」委員（2011年 -2015年 ）
- 朝日新聞書評委員（2013年 - 2015年）
- 朝日新聞「未来への発想委員会」委員（2013年 - ）
- 政府諮問機関「衆議院選挙制度に関する調査会」委員（2014年 - 2015年 ）

## 著書

### 単著
- 『国家とはなにか』（以文社、2005年）
- 『カネと暴力の系譜学』（河出書房新社、2006年）
- 『権力の読みかた―状況と理論』（青土社、2007年）
- 『暴力はいけないことだと誰もがいうけれど』（河出書房新社、2010年）
- 『新・現代思想講義―ナショナリズムは悪なのか』（NHK出版新書、2011年）
- 『哲学はなぜ役に立つのか?』（サイゾー、2015年）
- 『成長なき時代のナショナリズム』（角川新書、2015年）
- 『暴力と富と資本主義 なぜ国家はグローバル化が進んでも消滅しないのか』（角川書店、2016年）
- 『カント「永遠平和のために」』 （NHK出版、2016年8月）
- 『死刑　その哲学的考察』（ちくま新書、2017年）
- 『リベラリズムの終わり その限界と未来』（幻冬舎新書、2019年）
- 『名著ではじめる哲学入門』（NHK出版、2020年）

### 共著
- （雨宮処凛）『「生きづらさ」について―貧困、アイデンティティ、ナショナリズム』（光文社［光文社新書］、2008年）
- （本山美彦）『金融危機の資本論―グローバリゼーション以降、世界はどうなるのか』（青土社、2008年）
- （C・ダグラス・ラミス・姜尚中）『国家とアイデンティティを問う』（岩波書店［岩波ブックレット］、2009年）
- （水野和夫）『超マクロ展望―世界経済の真実』（集英社［集英社新書］、2010年）
- （神里達博）『没落する文明』（集英社〔集英社新書〕、2012年）
- （小川仁志）『闘うための哲学書』（講談社現代新書、2014年）
- （宇野常寛、小林よしのり、朴順梨、與那覇潤）『ナショナリズムの現在―〈ネトウヨ〉化する日本と東アジアの未来』（朝日新聞出版、2014年）
- （雨宮処凛ほか）『下流中年 一億総貧困化の行方』（SBクリエイティブ、2016年）

### 編著
- 『最新 日本言論知図』（東京書籍、2011年）
- 『ベーシックインカムは究極の社会保障か 「競争」と「平等」のセーフティネット』（堀之内出版、2012年）
- 『金融緩和の罠』（集英社集英社新書〕、2013年）
- 『現在知vol.2　日本とは何か』（NHK出版〔NHKブックス〕、2014年）

### 監修
- 『孤高のことば』（東京書籍、2014年）

## 出演番組

### テレビ番組
- 情報プレゼンター とくダネ!（フジテレビ、2009年1月19日）
- ニュースの深層（2011年4月 - 2012年3月） - 木曜日メインキャスター
- 新世代が解く!ニッポンのジレンマ（NHK Eテレ、2012年1月1日、反響・ゼミ篇：2012年3月17日、2012年3月31日、2013年1月1日）
- 情報LIVE ただイマ!（NHK総合テレビ、2012年4月 - 2013年2月） - コメンテーター
- 朝まで生テレビ!（テレビ朝日、2012年8月31日）
- NHKスペシャル（NHK、2012年12月22日）
- BSフジLIVE プライムニュース（BSフジ、2012年）
- サンデーモーニング（TBS） - コメンテーター
- NEWS23（TBS、2012年4月 - ） - 金曜日ゲストコメンテーター
- FNNスーパーニュースアンカー（関西テレビ、2013年10月26日、2014年4月1日 - 2015年3月） - 不定期コメンテーター
- ゆうがたLIVE ワンダー（関西テレビ、2015年4月2日） - 水曜コメンテーター
- 報道ランナー（関西テレビ） - 不定期コメンテーター
- 英雄たちの選択（NHK BSプレミアム、2014年 - ）
- ニュースザップ（BSスカパー!、2014年 - ） - コメンテーター
- 真相報道バンキシャ!（日本テレビ、2015年）- コメンテーター
- 未来世紀ジパング（テレビ東京、2015年）- コメンテーター
- 情報ライブ ミヤネ屋（読売テレビ、2015年 ‐ ）- コメンテーター
- スッキリ（日本テレビ、2016年 ‐ ）‐ コメンテーター
- 100分de名著、カント『永遠平和のために』　（NHK　Eテレ、2016年8月全4回）- 指南役
- ユアタイム（フジテレビ、2017年4月 - 9月） - コメンテーター（火曜日担当）
- THE NEWSα（フジテレビ、2017年10月 - 2018年3月） - コメンテーター
- FNNプライムニュース α（フジテレビ、2018年4月 - 2019年3月） - コメンテーター
- ドデスカ!（メ〜テレ、2018年4月5日 - ）- 隔週木曜日コメンテーター
- FNN Live News α（フジテレビ、2019年4月 - ） - コメンテーター
- ニュースONE（東海テレビ）- 隔週月曜日コメンテーター

### ラジオ番組
- Jam the WORLD （J-WAVE、2015年4月2日 - ） - 木曜日ナビゲーター